# Chana Masson
Chana Franciela Masson de Souza (Capinzal, 18 de dezembro de 1978) é uma handebolista brasileira, que atua como goleira.
Pela seleção brasileira, conquistou o tetra-campeonato pan-americano: 1999 em Winnipeg, 2003 em Santo Domingo, 2007 no Rio de Janeiro, e 2011 em Guadalajara.
Jogou também nas Olimpíadas de 2000 em Sydney, 2004 em Atenas, 2008 em Pequim e 2012 em Londres.

## Trajetória desportiva

### Início no handebol
Começou a jogar handebol na escola, aos 11 anos. Chegou à seleção catarinense aos 13 anos, tornou-se profissional em 1996. 
Em 1997, foi campeã do Sul Americano Juvenil, e eleita melhor goleira do campeonato.
Em 1998, foi convocada para a seleção brasileira adulta. Foi a goleira titular da Seleção Brasileira de Handebol Feminino desde 1998, até meados de 2013.

### 1999-2015
Em 1999, se mudou para a Espanha, atuando no time Ferrobus, sendo a primeira handebolista brasileira a jogar na Europa.
Participou dos Jogos Pan-Americanos de 1999, em Winnipeg, e foi campeã, conquistando a medalha de ouro.
Nos Jogos Olímpicos de Verão de 2000, em Sydney, a seleção brasileira ficou em oitavo lugar, após derrota contra a Romênia.
Nos Jogos Pan-Americanos de 2003, em São Domingos, a seleção brasileira conquistou o ouro.
Nos Jogos Olímpicos de Verão de 2004, em Atenas, Chana Masson ficou em sétimo lugar, com a seleção brasileira derrotando a China.
Nos Jogos Pan-Americanos de 2007, no Rio de Janeiro, foi capitã da seleção brasileira e conquistou a medalha de ouro.
Nos Jogos Olímpicos de Verão de 2008, em Pequim, a seleção brasileira ficou em sétimo lugar.
Foi campeã da Copa da Europa de Handebol em 2009. Em 2010 foi eleita a melhor goleira da Liga Dinamarquesa.
Nos Jogos Pan-Americanos de 2011, em Guadalajara, a seleção brasileira conquistou o tetracampeonato, derrotando a Argentina por 33 a 15. Chana foi a mais experiente da equipe neste evento.
Participou dos Jogos Olímpicos de Verão de 2012, em Londres. Depois desta edição, não foi mais convocada para a seleção brasileira.
Até 2015 já havia passado pelos times FCK Handbold (Dinamarca), Leipzig (Alemanha), Randers HK (Dinamarca), Viborg (Dinamarca) e HC Odense (Dinamarca).

### 2019-2023
Já jogou na Noruega, por cinco meses.
Em 2019, foi para Moscou defender o CSKA de Moscou. Em 2021, obteve bons resultados para o time. Foi campeã da Superliga Europeia em fevereiro. Em maio, levantou a taça do Campeonato Russo feminino.
Em julho de 2021, se mudou para a Dinamarca. Em 2022, atuou no país, defendendo o gol da equipe HH Elite Handebol Horsens em momentos decisivos. Além de jogar, também treina as goleiras de base do seu time.
Na temporada 2022/2023, jogou na Itália, defendendo o time AC Life Style Handball Erice. Conquistou o título da Copa Itália e foi vice-campeã da Liga Italiana. Na temporada de 2023/2024, defende o SSD Handball Erice ARL.

## Ensino
Por volta de 2011, mantinha uma escolinha de handebol em sua cidade natal, Capinzal, em Santa Catarina.
Em 2022, trabalhou com jovens de 17 a 19 anos na escola BGI Skole, na Dinamarca.

## Moda
Entrando no mundo da indústria da moda, Chana Masson lançou sua marca de roupas, em parceria com as irmãs Ana Paula Masson e Tatiane Masson, e com a estilista Ana Maria de Barba, organizando um desfile em Capinzal.

## Vida pessoal
Casou-se com o jogador de futebol Jairo. Em 2015, adotaram um menino de 16 anos, Tailan. O casal também tem uma filha, Júlia, nascida por volta de 2018, que diz ter vontade de ser atleta como a mãe.